# محوطه شماره ۴۸ قمرود
محوطه شماره ۴۸ قمرود در شهرستان قم، بخش مرکزی، روستای البرز واقع شده و این اثر در تاریخ ۱۷ اسفند ۱۳۸۱ با شمارهٔ ثبت ۷۶۹۶ به‌عنوان یکی از آثار ملی ایران به ثبت رسیده است.